# Bad Münstereifel
Bad Münstereifel – miasto uzdrowiskowe w Niemczech, w kraju związkowym Nadrenia Północna-Westfalia, w rejencji Kolonia, w powiecie Euskirchen. W 2010 liczyło 18 449 mieszkańców.